# Stijn Spierings
Stijn Spierings (Alkmaar, 12 de marzo de 1996) es un futbolista neerlandés. Juega de centrocampista y su equipo es el Brøndby IF de la Superliga de Dinamarca.

## Trayectoria
Comenzó su carrera en el AZ Alkmaar, disputando dos encuentros en su primera temporada. En 2016 fue cedido al Sparta de Róterdam, club por el que fichó al siguiente año.
El 7 de enero de 2019 firmó con el RKC Waalwijk. A la temporada siguiente, se incorporó al Levski Sofia de Bulgaria.
El 5 de octubre de 2020 firmó por tres años con el Toulouse F. C. de Francia. Formó parte del plantel que ganó la Ligue 2 2021-22.
El 23 de junio de 2023 fichó por cuatro años por el Racing Club de Lens de la Ligue 1.

## Selección nacional
Fue internacional juvenil por los Países Bajos.

## Estadísticas
Actualizado al último partido disputado el 3 de agosto de 2025.
| Club                                 | Div.          | Temporada     | Liga  | Liga  | Copas nacionales | Copas nacionales | Copas internacionales | Copas internacionales | Total | Total |
| Club                                 | Div.          | Temporada     | Part. | Goles | Part.            | Goles            | Part.                 | Goles                 | Part. | Goles |
| ------------------------------------ | ------------- | ------------- | ----- | ----- | ---------------- | ---------------- | --------------------- | --------------------- | ----- | ----- |
| AZ Alkmaar · Países Bajos            | 1.ª           | 2014-15       | 2     | 0     | 0                | 0                | —                     | —                     | 2     | 0     |
| AZ Alkmaar · Países Bajos            | 1.ª           | 2015-16       | 0     | 0     | 0                | 0                | —                     | —                     | 0     | 0     |
| AZ Alkmaar · Países Bajos            | Total club    | Total club    | 2     | 0     | 0                | 0                | 0                     | 0                     | 2     | 0     |
| Sparta Rotterdam · Países Bajos      | 2.ª           | 2015-16       | 6     | 1     | 0                | 0                | —                     | —                     | 6     | 1     |
| Sparta Rotterdam · Países Bajos      | 1.ª           | 2016-17       | 22    | 1     | 3                | 0                | —                     | —                     | 25    | 1     |
| Sparta Rotterdam · Países Bajos      | 1.ª           | 2017-18       | 20    | 3     | 1                | 0                | —                     | —                     | 21    | 3     |
| Sparta Rotterdam · Países Bajos      | 2.ª           | 2018-19       | 9     | 0     | 0                | 0                | —                     | —                     | 9     | 0     |
| Sparta Rotterdam · Países Bajos      | Total club    | Total club    | 57    | 5     | 4                | 0                | 0                     | 0                     | 61    | 5     |
| Jong Sparta Rotterdam · Países Bajos | 3.ª           | 2016-17       | 1     | 1     | —                | —                | —                     | —                     | 1     | 1     |
| Jong Sparta Rotterdam · Países Bajos | 3.ª           | 2017-18       | 9     | 2     | —                | —                | —                     | —                     | 9     | 2     |
| Jong Sparta Rotterdam · Países Bajos | 3.ª           | 2018-19       | 10    | 0     | —                | —                | —                     | —                     | 10    | 0     |
| Jong Sparta Rotterdam · Países Bajos | Total club    | Total club    | 20    | 3     | 0                | 0                | 0                     | 0                     | 20    | 3     |
| RKC Waalwijk · Países Bajos          | 2.ª           | 2018-19       | 23    | 11    | 0                | 0                | —                     | —                     | 23    | 11    |
| RKC Waalwijk · Países Bajos          | 1.ª           | 2019-20       | 17    | 3     | 1                | 0                | —                     | —                     | 18    | 3     |
| RKC Waalwijk · Países Bajos          | Total club    | Total club    | 40    | 14    | 1                | 0                | 0                     | 0                     | 41    | 14    |
| Levski Sofia Bulgaria                | 1.ª           | 2019-20       | 9     | 2     | 3                | 0                | —                     | —                     | 12    | 2     |
| Levski Sofia Bulgaria                | 1.ª           | 2020-21       | 7     | 2     | 0                | 0                | —                     | —                     | 7     | 2     |
| Levski Sofia Bulgaria                | Total club    | Total club    | 16    | 4     | 3                | 0                | 0                     | 0                     | 19    | 4     |
| Toulouse F. C. Francia               | 2.ª           | 2020-21       | 29    | 10    | 3                | 1                | —                     | —                     | 32    | 11    |
| Toulouse F. C. Francia               | 2.ª           | 2021-22       | 35    | 1     | 2                | 0                | —                     | —                     | 37    | 1     |
| Toulouse F. C. Francia               | 1.ª           | 2022-23       | 36    | 2     | 6                | 1                | —                     | —                     | 42    | 3     |
| R. C. Lens Francia                   | 1.ª           | 2023-24       | 4     | 0     | —                | —                | —                     | —                     | 4     | 0     |
| R. C. Lens Francia                   | Total club    | Total club    | 4     | 0     | 0                | 0                | 0                     | 0                     | 4     | 0     |
| Toulouse F. C. Francia               | 1.ª           | 2023-24       | 22    | 0     | 3                | 0                | 2                     | 0                     | 27    | 0     |
| Toulouse F. C. Francia               | Total club    | Total club    | 122   | 13    | 14               | 2                | 2                     | 0                     | 138   | 15    |
| Brøndby IF Dinamarca                 | 1.ª           | 2024-25       | 12    | 0     | 4                | 0                | ―                     | ―                     | 16    | 0     |
| Brøndby IF Dinamarca                 | 1.ª           | 2025-26       | 3     | 0     | 0                | 0                | 2                     | 0                     | 5     | 0     |
| Brøndby IF Dinamarca                 | Total club    | Total club    | 15    | 0     | 4                | 0                | 2                     | 0                     | 21    | 0     |
| Total carrera                        | Total carrera | Total carrera | 276   | 39    | 26               | 2                | 4                     | 0                     | 306   | 41    |

## Palmarés

### Títulos nacionales
| Título          | Club               | País         | Año     |
| --------------- | ------------------ | ------------ | ------- |
| Eerste Divisie  | Sparta de Róterdam | Países Bajos | 2015-16 |
| Ligue 2         | Toulouse F. C.     | Francia      | 2021-22 |
| Copa de Francia | Toulouse F. C.     | Francia      | 2022-23 |